# سال جهانی فیزیک

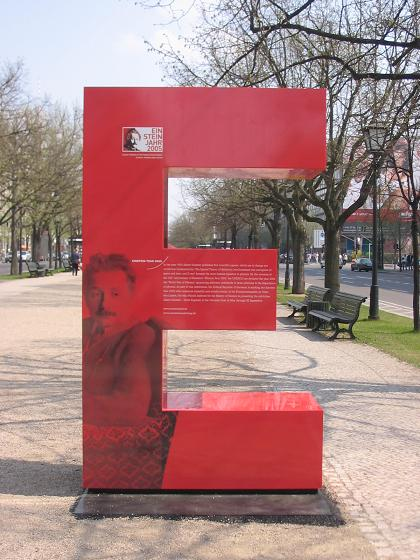
یک نماد E در شهر برلین

سال ۲۰۰۵ به عنوان سال جهانی فیزیک و نیز سال انیشتین نام‌گذاری شد چون این سال صدمین سالگرد انتشار مقاله‌های استثنائی آلبرت انیشتین بود. این مقاله‌ها به عنوان نقطه‌عطفی مهم دانش فیزیک را بسیار متحول و دگرگون ساختند. در این سال که «سال معجزه» هم خوانده شده، چهار مقالهٔ برجسته و ره‌گشا نوشته شدند که پیشرفت‌های بعدی در زمینهٔ فیزیک را دامنهٔ گسترده‌ای بخشیدند.

## مقاله‌های استثنائی آلبرت انیشتین
این نوشتارها مقاله‌هایی هستند که انیشتین در سال ۱۹۰۵ ارائه داد و آن‌ها عبارت بودند از:
- نسبیت خاص: مهمترین مقالهٔ استثنائی که در رابطه با تغییر خواص اساسی اجسام در سرعت‌های بالا است که در نوشتاری با نام «درباب الکترودینامیک اجسام متحرک» مطرح شد.
- اثر فوتوالکتریک:مقاله‌ای که برای او جایزه نوبل فیزیک در سال ۱۹۲۱ را به ارمغان آورد و دربارهٔ برخورد فوتون‌ها به فلزات و خروج الکترون از آن است.
- حرکت براونی:دربارهٔ حرکت بی‌پایان ذرات ریز در سیالات است.
- هم‌ارزی جرم و انرژی: انیشتین این اصل را با در نظرگرفتن پدیدهٔ سرعت ثابت نور گسترش داد.

## جشن‌های مهم
- در ایلات متحده، دانشگاه مریلند چند فعالیت مهم بازدید از مرکز فضایی گدارد را پشتیبانی کرد همراه با شرکت اسمتیسون University of Maryland Celebration.
- در برلین ۱۶ E قرمز بزرگ در پارک Unter den Linden این شهر نصب شد، که در آن‌جا تئوری‌های انیشتین را توضیح می‌دادند.
- در مصر کتابخانه اسکندریه بک سمپوزیوم انیشتین را اجرا کرد.
- در سان مارینو سکهٔ دو یورویی به افتخار انیشتین ضرب شد.